# Andrew Mitchell (polityk)
Andrew Mitchell (ur. 23 marca 1956 w Hampstead) – brytyjski polityk, członek Partii Konserwatywnej, w latach 1987-1997 i ponownie od 2001 poseł do Izby Gmin. W latach 2010–2012 zasiadał w gabinecie Davida Camerona, gdzie pełnił urząd ministra ds. rozwoju międzynarodowego. W 2012 przez półtora miesiąca był też głównym whipem konserwatystów w Izbie Gmin.

## Życiorys

### Kariera polityczna
Jest synem Davida Mitchella, który przez 33 lata (1964-97) zasiadał w Izbie Gmin, również z ramienia konserwatystów. Ukończył historię w Jesus College na University of Cambridge. W 1977 został wybrany na szefa konserwatywnej młodzieżówki na tej uczelni. Karierę polityczną rozpoczął w 1987, kiedy to został wybrany do Izby Gmin. W czasach premiera Johna Majora pełnił stanowiska rządowego niższego szczebla. W 1997 stracił swój mandat parlamentarny, ale zdołał odzyskać go cztery lata później.
W latach 2005–2010 odpowiadał w gabinecie cieni za kwestie spraw wewnętrznych. Po wyborach w 2010 roku i przejęciu władzy przez koalicję konserwatystów i Liberalnych Demokratów, został ministrem ds. rozwoju międzynarodowego w nowo utworzonym gabinecie. Zajmował to stanowisko do rekonstrukcji rządu w 2012, kiedy to został przeniesiony na stanowisko głównego whipa Partii Konserwatywnej w Izbie Gmin.

### „Plebgate”
Pełnił ten urząd przez półtora miesiąca, kiedy to został zmuszony do dymisji w atmosferze skandalu po tym, jak miał wulgarnie i obelżywie zwrócić się do policjanta chroniącego siedzibę premiera przy 10 Downing Street, który zamiast otworzyć główną bramę dla jadącego na rowerze Mitchella, jak tego oczekiwał polityk, poprosił go o zejście z roweru i skorzystanie z furtki. Sprawa ta stała się w Wielkiej Brytanii znana jako plebgate, od słowa plebs, którym Mitchell miał określić stróża prawa. Mitchell twierdził, że choć odezwał się do policjanta wulgarnie (za co przeprosił, ogłaszając swoją dymisję), nie nazwał go plebsem, oskarżał też policję o sztuczne rozdmuchiwanie całej sprawy i m.in. fałszowanie notatki służbowej. Po wielomiesięcznym wewnętrznym dochodzeniu, w styczniu 2014 Mitchell został oficjalnie przeproszony przez dowódcę Metropolitan Police Service. Następnie pozwał tabloid The Sun, który jako pierwszy opisał Plebgate, lecz w listopadzie 2014 jego pozew został odrzucony, gdyż sąd uznał, iż tak czy owak wypowiedź polityka była obraźliwa dla policjanta, nawet jeśli gazeta nie zacytowała jej dokładnie.

### Dalsza działalność
Powrócił do rządu w październiku 2022, po objęciu stanowiska premiera przez Rishiego Sunka. Został wówczas ministrem stanu (wiceministrem) ds. rozwoju i Afryki w Foreign and Commonwealth Office. 2 kwietnia 2024 premier nadał mu tytuł honorowy zastępcy ministra spraw zagranicznych. Po przegranych przez konserwatystów wyborach parlamentarnych w 2024, objął funkcję ministra spraw zagranicznych i rozwoju w gabinecie cieni. Nie wszedł w skład kolejnego gabinetu cieni, utworzonego przez Kemi Badenoch – po jej wyborze na stanowisko liderki Partii Konserwatywnej.

### Życie prywatne
Jest żonaty i ma dwoje dzieci.